# Fecioarele romane
Fecioarele romane, este o pictură în ulei pe pânză realizată de pictorul filipinez Juan Luna, unul dintre cei mai importanți pictori filipinezi din perioada spaniolă din Filipine, în 1882, aflată în prezent în colecție privată. A fost pictată de Luna pe când era elev al școlii de pictură din Academia Regală de Artă din San Fernando din Madrid, Spania. Alejo Valera, profesor de pictură spaniolă, l-a luat pe Luna ca ucenic și l-a adus la Roma, unde Luna a creat Fecioarele romane în 1882. Luna a petrecut șase ani la Roma, între 1878 și 1884.

## Prezentare istorică
Fecioarele romane este una dintre primele lucrări ale lui Luna ca pictor, care a reapărut în ultimul sfert de secol, după ce a fost considerată fie pierdută, fie dispărută. Înainte de reapariția sa la Paris cu mulți ani înainte de 2008, a fost documentat doar ca titlu și ca o lucrare listată a lui Luna în biografia lui Luna din 1957 scrisă de Carlos E. Da Silva. Pictura fusese, de asemenea, documentată într-o fotografie alb-negru din dosarele lui Alfonso T. Ongpin, istoric și comerciant de artă de dinainte de război. În 1980, fotografia a fost retipărită de Santiago Pilar în cartea „Juan Luna: The Filipino As Painter”.

## Descriere
Conceptul pentru pictura de 100 cm x 170 cm a fost bazat de Luna pe istoria romană antică. A descris o scenă domestică din viața romană antică, înfățișând două femei întinse pe treptele unei case. Mâna unei femei ține frâiele a doi câini de companie sau câini de vânătoare, pentru a-i împiedica să sperie niște porumbei. Porumbeii simbolizau divinitatea. Fundalul picturii prezintă un raft cu artefacte. În stânga raftului este un altar cu un fronton în formă de triunghi. În fața frontonului era un arzător cu tămâie fumegândă.
Există trei elemente majore ale Fecioarelor romane, și anume femeile, câinii și porumbeii. Viața romanilor presupunea să aibă câini, deoarece aceștia erau angajați de către vechii romani pentru activități de vânătoare, paznici ai casei și ai proprietăților lor și ca animale de companie. În pictura lui Luna, câinii de companie aflați lesă acționează ca animale de companie ale femeilor. Porumbeii, pe de altă parte, erau animale a căror conotație este erotismul. A existat o sugestie că femeia din dreapta cu părul negru ar putea fi Maria de la Paz Pardo de Tavera. Sugestia a fost eliminată deoarece Luna era necăsătorit când a pictat Fecioarelor romane.
Luna a terminat Fecioarele romane după ce a câștigat o medalie de argint pentru pictura Moartea Cleopatrei în 1881 și înainte de a obține o medalie de aur pentru capodopera Spoliarium în 1884 (ambele au fost prezentate în cadrul Expoziției de la Madrid în anii menționați). În 1886, Luna a primit o diplomă de onoare la Expoziția de artă de la München (cunoscută și sub numele de Salonul de la München) pentru pictura Fecioarele romane. Capodopera a fost o lucrare clasică pictată la cele mai înalte convenții ale stilului academic și a fost reprezentativă pentru „bogăția abundentă a vieții, cu omenirea”, reprezentată de femei în pictură, fiind „în armonie cu Natura”.